# Orlando di Lasso

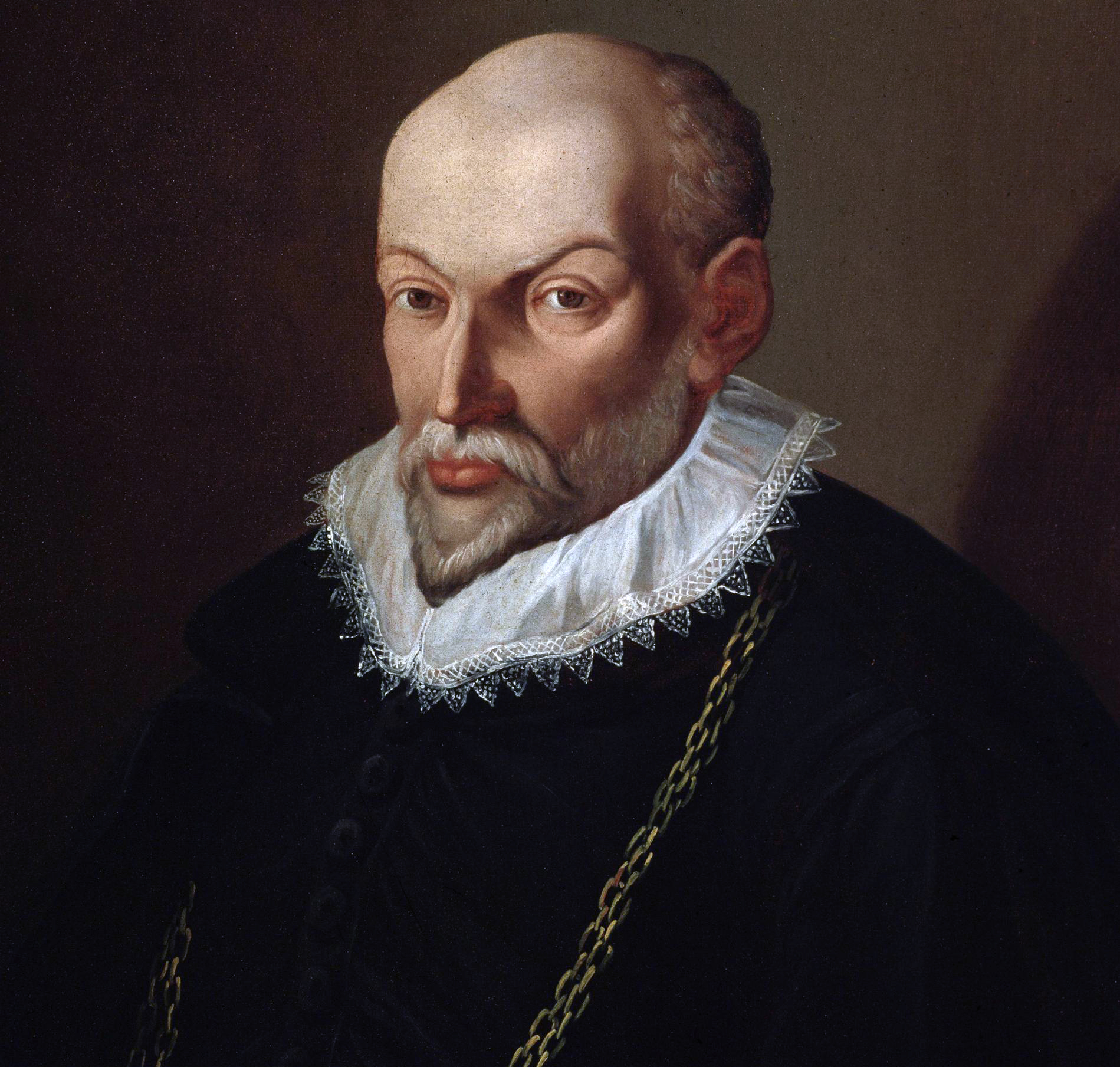
Altersbild von Orlando di Lasso, um 1593, aus der internationalen Musikbibliothek Bologna

Orlando di Lasso (französisch bzw. latinisiert: Roland oder Orlande de Lassus; * 1532 in Mons, Hennegau; † 14. Juni 1594 in München) war zu seinen Lebzeiten der berühmteste Komponist und Kapellmeister der Renaissance.

## Leben

### Herkunft und Kindheit
Der Geburtsort von Orlando di Lasso ist unbestritten; nicht ganz gesichert ist sein Geburtsjahr. Weil Angehörige der Oberschicht ihr Geburtsdatum genau kannten, wird von Musikhistorikern geschlossen, dass der Komponist aus einfachen Verhältnissen stammte. Er selbst hat meistens 1532 als sein Geburtsjahr angegeben, aber schon zu seinen Lebzeiten gab es hier widersprüchliche Angaben, so dass auch 1530 oder 1531 in Frage kommen. Seinen ersten Unterricht im Lesen, Schreiben und Gesang erhielt er in seiner Heimatstadt, wo er an der Église Saint-Nicolas-en-Havré bis zu seinem 13. Lebensjahr als Chorknabe wirkte. Anwerber des Adels suchten damals in ganz Europa, besonders in den sogenannten spanischen Niederlanden, nach schönen Knabenstimmen. Der erste Biograf von Lasso, Samuel Quicchelberg, berichtet, dass Orlando wegen seiner „hellen, lieblichen Stimm“ zwei Mal entführt und von seinen Eltern wieder zurückgeholt wurde. 

### Jahre in Italien
Im Herbst 1544 verließ er seine Heimatstadt im Dienst von Ferrante I. Gonzaga, Vizekönig von Sizilien und Feldherr von Kaiser Karl V. Ferrante war nach dem Friedensschluss von Crépy am 14. September 1544 auf der Durchreise durch die Niederlande und reiste mit Orlando über Fontainebleau zunächst nach Mantua und Genua und schließlich nach Palermo auf Sizilien, wo sie am 1. November 1545 ankamen. Hier erhielt Orlando Zugang zu den Kreisen des heimischen Adels. Auch lernte er auf dieser und den folgenden Reisen durch Italien die dortige Volksmusik und die Improvisation der Commedia dell’arte kennen, was ihn zu seinen ersten eigenen Kompositionsversuchen anregte.
Im Juni des darauf folgenden Jahres reiste er mit Ferrante Gonzaga nach Mailand; dort wurde sein Dienstherr zum Gouverneur und Befehlshaber der kaiserlichen Garnison ernannt. Hier machte Orlando die Bekanntschaft des Komponisten Bartolomeo Torresano (um 1510–1569). Einiges spricht dafür, dass sich zwischen beiden ein Lehrer-Schüler-Verhältnis entwickelte; Musikhistoriker vermuten, dass Torresano möglicherweise der Urheber des Madrigals „Non vi vieto“ ist, das zunächst Orlando di Lasso zugeschrieben wurde. Im Januar 1549 vertraute Ferrante Gonzaga den jungen Lasso, bei dem der Stimmbruch eingetreten war, dem kaisertreuen Ritter Costantino Castrioto an, mit welchem er nach Neapel ging, wo er als Musiker etwa drei Jahre lang bei Giovanni Battista d’Azzia, dem Marchese di Laterza, weilte. Letzterer war ein Schwager Ferrantes und Amateurdichter; Orlando vertonte eines seiner Sonette, „Euro gentil“. In seinen Diensten machte Orlando ausführliche Bekanntschaft mit dem gesellschaftlichen Leben der dortigen Oberschicht, mit dem humanistischen Ideal des umfassend gebildeten Menschen, wo in Zirkeln Theateraufführungen mit Musikbegleitung praktiziert wurden, sowie mit den Improvisationen von Neapels Straßenmusikanten und seinen Straßentheatern. All dies übte einen lebhaften Einfluss auf Orlandos Persönlichkeitsentwicklung und Kompositionen aus. Darüber hinaus erwarb er umfassende Literaturkenntnisse und sprach bald fließend Deutsch, Italienisch, Französisch und Latein, welche Sprachen er auch in manchem seiner Werke (so Audite nova aus der Sammlung von 1573) mischend vereinigte.
Mit knapp 20 Jahren, zwischen Dezember 1551 und Mai 1552, stand Orlando im Dienst von Antonio Altoviti, Erzbischof von Florenz, der sich infolge einer Familienfehde nach Rom abgesetzt hatte. Welche Funktion der junge Komponist bei ihm innehatte, ist nicht überliefert. Musikhistoriker halten es für möglich, dass Ferrante seinen Schützling Orlando bewusst zu diesem frankophilen Würdenträger entsandt hatte, um durch ihn Informationen über dessen politische Absichten zu erlangen. Altoviti war Musikkenner und unterstützte den Komponisten Giovanni Animuccia (um 1514–1571), der in einer Widmung 1552 von einer „neuen Musik“ spricht, womit er auf die aktuelle Kontroverse über Tongeschlechter zwischen Nicola Vicentino und Vicente Lusitano seit Juni 1551 in Rom anspielte. Orlando lernte damals wohl diese neuen Tendenzen kennen und wies später, in seinem ersten Antwerpener Druck 1555, auf sie hin. Zwischen Mai 1552 und März 1553 könnte er in Rom in Kreisen neapolitanischer Exilanten verkehrt haben, Anhänger des frankreichtreuen Fürsten von Salerno, Fernando Sanseverino, Erzfeind Ferrante Gonzagas, der danach strebte, Neapel von der Herrschaft Spaniens zu befreien. Zu diesen Exilanten gehörte auch einer der bekanntesten Komponisten neapolitanischer Lieder, Giovanni Domenico da Nola; in einer römischen Ausgabe größtenteils anonymer solcher Villanellen von 1555 ist Orlando di Lasso im Titel namentlich erwähnt.
Mit der Flucht Sanseverinos an den französischen Hof im März 1553 fällt zeitlich Orlandos Anstellung bei der römischen Lateranbasilika zusammen, der nach dem Petersdom zweitbedeutendsten Kirche Roms. Die Erlangung eines so prestigeträchtigen Postens durch einen derart jungen Musiker ist eigentlich nur durch die Förderung hochgestellter Personen erklärbar, so durch Kardinal Ercole Gonzaga, den Bruder Ferrantes, der eine enge Beziehung zum Domkapitel der Lateranbasilika unterhielt. Musikhistoriker gehen davon aus, dass Orlando dort auch Kontakt zu Palestrina aufgenommen und später bis ins hohe Alter aufrechterhalten hat.

### Rückkehr in die Niederlande

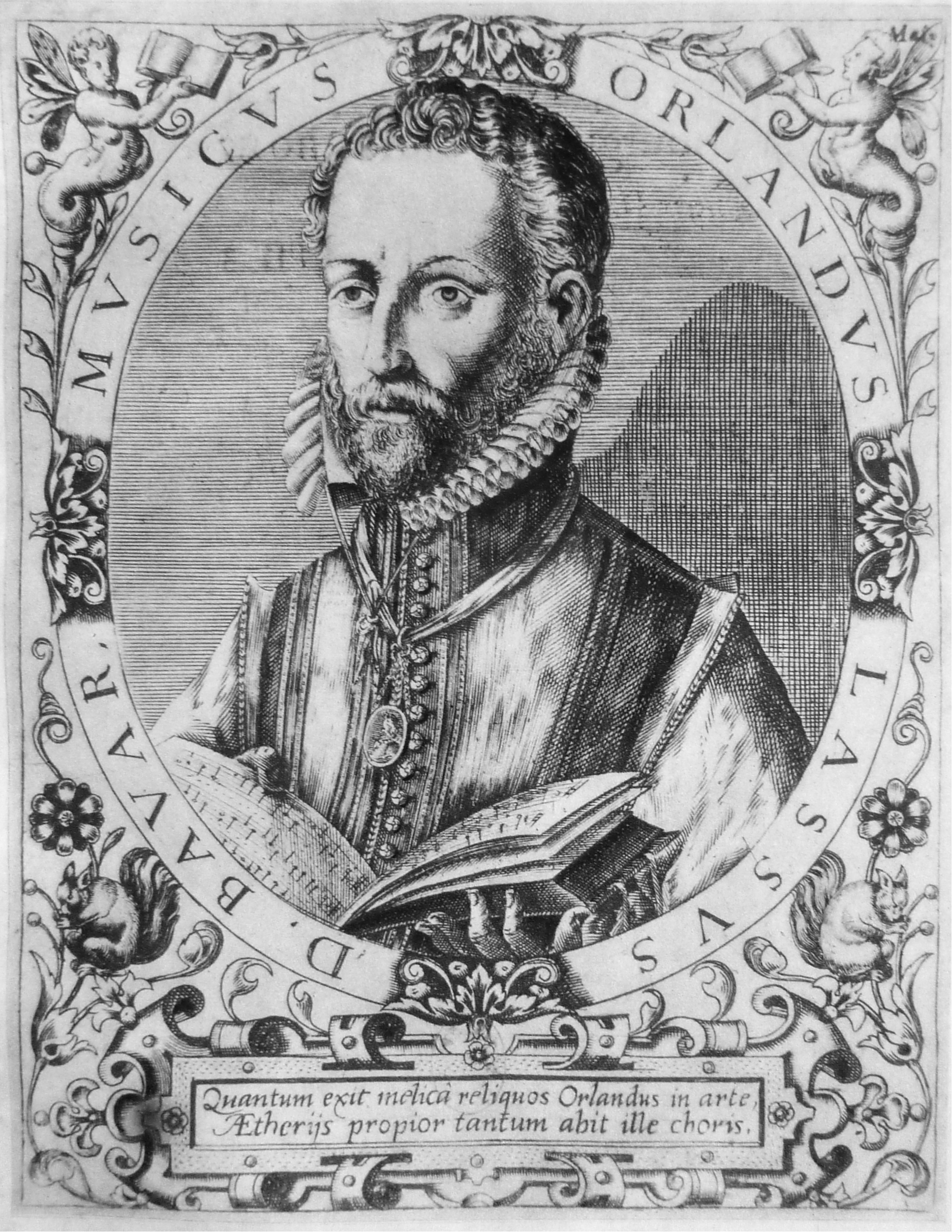
Orlando di Lasso auf einem Kupferstich von René Boyvin

Etwa im Juni 1554 kündigte der Komponist seine Stellung und verließ Rom, um zurück in die Niederlande zu reisen. Grund war die Erkrankung seiner Eltern, die allerdings bei seiner Ankunft bereits verstorben waren. Mit dem Sänger, Diplomaten und Abenteurer Giulio Cesare Brancaccio (um 1515 – um 1585), einem Freund aus Neapel, ging er anschließend erneut auf Reisen und gelangte zu einem politisch bedeutsamen Zeitpunkt nach England, als die Hochzeit von Philipp, Sohn Karls V., mit Maria Tudor bevorstand. Sein Begleiter geriet in den Verdacht, ein Anhänger der Franzosen zu sein, und wurde des Landes verwiesen; Orlando kehrte in seine Heimat zurück und ließ sich für zwei Jahre in Antwerpen nieder.
Antwerpen war als Handelsmetropole wegen der vielfältigen Kontaktmöglichkeiten und der dort ansässigen Verleger Tielman Susato und Jean Laet, die seine Werke herausgeben konnten, ein ausgezeichneter Ort für die Beförderung der internationalen Karriere eines niederländischen Komponisten. Die als „Opus 1“ bekannte Sammlung von Madrigalen, Villanellen, Chansons und Motetten Orlandos erschien bei Susato 1555 in zwei Fassungen: einmal als 14. und letzter Teil einer Chansonreihe (seit 1543) und kurz darauf auch mit italienischem Titel und einer Widmung an Stefano Gentile, einem prominenten Genuesen in Antwerpen. Auch sein 1556 vom Verleger Laet gedrucktes „Antwerpener Motettenbuch“ ist auf Italienisch verfasst und Antoine Perrenot de Granvelle gewidmet, einem einflussreichen Politiker und Minister Karls V. und Philipps II. von Spanien. Orlando bemühte sich offenbar mit Hilfe prominenter Persönlichkeiten um eine Anstellung in Italien oder Spanien, war damit aber nicht erfolgreich.

### Hofmusiker in München
Immerhin wurde er durch die Vermittlung von Granvelle und dem in Antwerpen Handel treibenden Johann Jakob Fugger im September 1556 als Tenorsänger an den Hof Herzogs Albrecht V. nach München verpflichtet. Dort bezog er ein außerordentlich hohes Salär, was darauf hindeutet, dass er von Anfang an zeitweise neben Ludwig Daser auch als Kapellmeister tätig war. Er besaß mittlerweile gediegenste Kenntnisse fast sämtlicher Gattungen der Vokalpolyphonie, insbesondere der Motette. Aus seiner Erstveröffentlichung bei Susato geht hervor, dass er sich ausdrücklich von „neuen Vorbildern“ aus Italien anregen ließ und als letzte Komposition die chromatische Motette „Calami sonum ferentes“ von Cipriano de Rore in diese Sammlung aufnahm.
Im Jahr 1558 heiratete der Komponist Regina Wäckinger, die Tochter eines Landshuter Hofkanzlisten, der auch ein Bediensteter von Herzog Albrechts Ehefrau Anna war. Ihre Ehe war sehr glücklich, auch weil die bodenständige und praktische Regina einen Ausgleich zu dem temperamentvollen Wesen Orlandos herzustellen vermochte. Die genaue Zahl ihrer Kinder ist nicht überliefert; schriftlich belegt sind drei Töchter und fünf Söhne; letztere wurden sämtlich Musiker.
Die Münchener Hofkapelle bestritt damals die Kirchenmusik der täglichen Messe des Herzogs und war außerdem für die offizielle Festmusik, private Kammermusik und die Huldigungsmusik bei Staatsempfängen zuständig; zudem begleitete sie den Herzog auf seinen Reisen. Im Jahr 1550 umfasste sie 19, 1569 bereits 63 Musiker. Zu Orlandos Aufgaben gehörten u. a. Reisen durch Europa zur Anwerbung neuer Musiker, die Unterrichtung der Chorknaben, die teilweise sogar in seiner Familie lebten, Proben mit den Musikern und die Komposition zahlreicher neuer Werke. Aus dem Briefwechsel zwischen Orlando und Granvelle ergibt sich, dass sich der Komponist dort in seinen ersten Münchener Jahren nicht sehr wohl fühlte und sogar in Erwägung zog, sich eine andere Anstellung zu suchen. Dies war möglicherweise seinen Arbeitsbedingungen unter Albrecht V. geschuldet, der ihm umfangreiche und prestigeträchtige Kompositionen abverlangte, ihm jedoch nicht gestattete, diese auch drucken zu lassen, weil er sie als ausschließliches Eigentum des bayerischen Hofs ansah und sich für Aufführungen zum privaten Gebrauch vorbehalten wollte – so die Prophetiae sibyllarum, die Sacrae lectiones ex propheta Job und insbesondere die Septem psalmi poenitentiales, alle vermutlich von 1556 bis 1559 geschrieben. Die letztgenannten Bußpsalmen ragen durch eine prunkvolle, vom Hofmaler Hans Mielich (1516–1573) mit Miniaturen verzierte Handschrift heraus und entstanden zwischen ca. 1559 und 1570. Anfang der 1560er Jahre schien sich Orlandos Verhältnis zu seinem Dienstherrn gebessert zu haben, vor allem, seit er 1563 an Stelle des erkrankten Ludwig Daser zum Kapellmeister befördert worden war; bereits im vorausgegangenen Jahr hatte er die Kapelle auf Albrechts Reise nach Prag und Frankfurt zur Krönung von Maximilian II. zum böhmischen König und deutschen Kaiser geleitet. Ebenfalls 1562 erschien Orlandos erfolgreichste Motettensammlung bei Berg und Neuber in Nürnberg, welche bis 1586 dreizehn weitere Nachdrucke erfuhr.
Zwischenzeitlich waren auch die Madrigale des Komponisten in Italien sehr erfolgreich, und es erschienen die ersten französischen Chansons 1559 bei Adrian Le Roy in Paris sowie 1560 bei Pierre Phalèse in Löwen. Sein eigentlicher internationaler Durchbruch mit Chansons und Motetten bahnte sich 1564/1565 an, als die Ausgaben dieser Gattungen bei Le Roy und Ballard in Paris, bei Phalèse in Löwen und bei Scotto sowie Gardano in Venedig erschienen. Das Jahr 1567 stellte das vorläufige Ende seines Madrigalschaffens dar, nachdem das vierte Buch fünfstimmiger Madrigale erschienen war, Alfonso II. d’Este von Ferrara gewidmet. Von da an rückten vor allem die Gattungen Magnificat und deutsches Lied in den Vordergrund. Erbprinz Wilhelm von Bayern hatte sich 1568 in München mit Renata von Lothringen vermählt und in Landshut eine eigene Hofhaltung eingerichtet; ihm widmete der Komponist im gleichen Jahr seine erste Sammlung deutscher Lieder. Diese Hochzeit stellte einen Höhepunkt des Wirkens der Hofkapelle unter Orlando di Lasso dar, bei welcher der Komponist anlässlich einer aufgeführten Commedia dell’Arte selbst als Akteur, Sänger und Lautenspieler auftrat. Durch seinen ständig wachsenden Ruhm als Komponist sahen sich viele europäische Drucker veranlasst, umfangreiche Nachdrucke herauszugeben; in München geschah dies ab 1569 durch die Motettenausgabe von Adam Berg in seinen zwölf Bänden der Patrocinium musices. Auch die Hugenotten übernahmen Kompositionen Orlandos in Form geistlicher Kontrafakturen seiner Chansons. Im Jahr 1570 wurde er von Kaiser Maximilian II. in den erblichen Adelsstand erhoben. Zweimal – in den Jahren 1575 und 1583 – gewann Orlando den Komponistenwettbewerb von Évreux, jeweils für die beste lateinische Motette.
Infolge der zahlreichen Kontakte des Komponisten zu anderen europäischen Höfen, insbesondere zu Karl IX. von Frankreich durch Vermittlung des Verlegers Adrien Le Roy, bestand in München zeitweilig die Befürchtung, dass er den Hof verlassen könnte. Jedoch hatte Orlando schon 1574 das Angebot des französischen Königs, in dessen Dienste zu treten, ausgeschlagen, obwohl er von ihm seit 1560 eine Ehrenpension bezog. Nach dem Tod Albrechts V. 1579 erhielt der Komponist von Kurfürst August von Sachsen 1580 das Angebot, als Kapellmeister an dessen Hof in Dresden zu kommen. Abgesehen von konfessionellen Erwägungen stützte sich Orlandos Ablehnung auf seine komfortable finanzielle Situation in München und womöglich auch auf sein vorgerücktes Alter. In den vorausgegangenen zehn Jahren hatte er bereits ein hervorragendes Verhältnis zu Albrechts Nachfolger Wilhelm entwickelt; dieser sorgte auch ab 1573 für die Herausgabe einer eindrucksvollen Reihe großformatiger Chorbücher mit Orlandos Messen, Offizien, Lesungen und Magnificats in den erwähnten Patrocinium musices. Der Komponist begleitete 1581 seinen neuen Dienstherrn Wilhelm auch auf einer Wallfahrt nach Altötting.

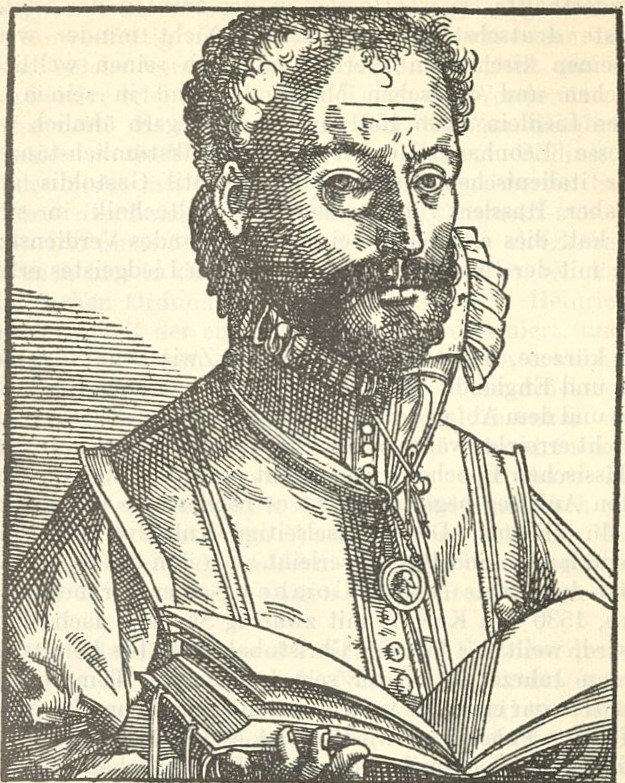
Tobias Stimmer: Orlando di Lasso

Nachdem in den 1570er Jahren der Einfluss der Jesuiten in Bayern, insbesondere durch Petrus Canisius, zunahm, war auch die religiöse Haltung Albrechts und seines Sohns Wilhelm strenger geworden; bei letzterem führte dies u. a. zu einer inbrünstigen Marienverehrung. Bereits unter Herzog Albrecht wurde in dessen späten Jahren an der Hofkapelle gespart und die personelle Ausstattung verkleinert. Dies setzte sich unter Wilhelm fort, und sogar Orlandos Salär wurde zeitweilig gekürzt. Auch der Komponist folgte der neuen religiösen Tendenz: Die Komposition weltlicher Werke ging mehr und mehr zurück, bei den Madrigalen fand hingegen eine Verschiebung zum Madrigale spirituale statt, und auch bei den Sammlungen deutscher Lieder (1583 und 1590) ist eine gesteigerte religiöse Tendenz erkennbar. Die 1588 erschienenen dreistimmigen Sätze der ersten 50 Psalmen in der deutschen Fassung von Caspar Ulenberg, die der Komponist gemeinsam mit seinem Sohn Rudolph herausgab, bezeugen eine streng gegenreformatorische Einstellung.

### Letzte Jahre und Tod
Orlando di Lasso erkrankte im Jahr 1591 ernstlich, vermutlich ein Schlaganfall, gesundete aber wieder und konnte seine Kapellmeistertätigkeit wieder aufnehmen, ungeachtet eines Angebots seines Dienstherrn, sich in den Ruhestand zurückzuziehen, wohl wegen einer damit verbundenen Gehaltskürzung. Er nahm auch bis ins hohe Alter an den Reichstagen teil. 1592 wurde Wilhelms Hofkapelle auf Grund der zunehmenden Ausgaben für den Bau der Michaelskirche auf 17 Musiker verkleinert. 1594 stand sogar der Komponist selbst auf der Liste der zu Entlassenden. Dieser hatte noch am 24. Mai 1594 sein Werk Lagrimae di San Pietro (Die Bußtränen des heiligen Petrus) Papst Clemens VIII. gewidmet und starb am 14. Juni desselben Jahres. Er hinterließ seine Witwe Regina und seine Kinder; zwei seiner Söhne, Ferdinand und Rudolph, waren Mitglieder der Hofkapelle und zeichneten sich auch als Komponisten aus. Seine Tochter Regina heiratete den Maler Hans von Aachen. Orlandos Grabinschrift auf dem Friedhof der Kirche St. Salvator in München, der 1789 aufgelassen wurde, lautete:
Discant hab ich als Kind gesungen
Als Knabe weiht’ ich mich dem Alt
Dem Mann ist der Tenor gelungen
In Tiefen jetzt die Stimm' verhallt.
Laß, Wandrer, Gott den Herrn uns loben
Sei dumpfer Bass mein Ton,
Die Seele bei ihm oben!
Das Epitaph Orlando di Lassos wird im Bayerischen Nationalmuseum in München verwahrt.

## Bedeutung

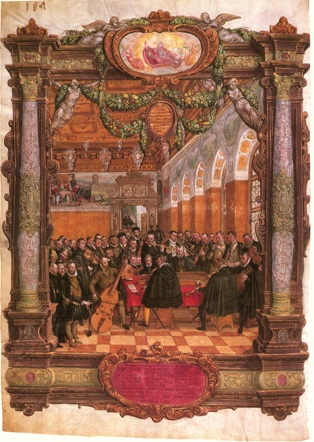
Hans Mielich: Orlando di Lasso mit der bayerischen Hofkapelle zu München

Ohne Zweifel war Orlando di Lasso  einer der berühmtesten Komponisten des 16. Jahrhunderts, dessen außerordentlich vielseitiges Gesamtwerk sich durch den blühenden Musikaliendruck sehr schnell über Mittel-, West- und Südeuropa verbreitete. Zwischen 1555 und 1594 kam durchschnittlich jeden Monat eine Ausgabe von Orlandos Werken heraus, und zwar als Individualdrucke oder Sammlungen (Anthologien), seien es Nachdrucke oder neue Werke, eine Zahl, mit der er alle Musikerkollegen übertraf. Die Musikherausgeber in Deutschland, Frankreich, Italien und den Niederlanden wetteiferten geradezu in der Vermarktung neuer oder bereits erschienener Werke des Komponisten. Sein Erfolg lässt sich auch aus der ungewöhnlich großen Zahl von Instrumentalbearbeitungen seiner Kompositionen ablesen und den vielen, hauptsächlich geistlichen Kontrafakturen vor allem seiner Chansons in Frankreich, England und Deutschland. Orlando pflegte gute Kontakte zu vielen weltlichen Herrschern Europas, so zu Karl IX. von Frankreich, zu den eigenen Dienstherren des bayerischen Hauses Wittelsbach, Graf Eitel Friedrich von Hohenzollern-Hechingen, Herzog Alfonso II. d’Este in Ferrara, zu dem ersten Minister von Kaiser Karl V., zum Nürnberger Senat und zu Mitgliedern der Augsburger Bankiersfamilie Fugger; im geistlichen Bereich gehörten dazu die Päpste Gregor XIII. und Clemens VIII., die Bischöfe von Augsburg, Würzburg und Bamberg sowie die Äbte von Benediktbeuern, St. Emmeram in Regensburg, Weingarten, Weihenstephan und Ottobeuren. Die meisten dieser Persönlichkeiten waren auch Widmungsträger seiner Werke. Darüber hinaus haben auch zahlreiche Musiktheoretiker seiner Zeit das Gesamtwerk Orlandos als Vorbild zur Nachahmung herausgestellt. Orlandos Motettensammlungen wirkten auch als Anregung für etliche Komponisten seiner Zeit, eigene derartige Sammlungen herauszubringen (Alexander Utendal, Ivo de Vento), oder dienten als bevorzugte Vorlage für deren Bearbeitungen (herausragendes Beispiel: Jean de Castro). In der Gattung der Parodiemesse gibt es mindestens 80 Messen anderer Komponisten, die auf eine Vorlage von Orlando di Lasso zurückgehen.
Orlando war ein Hochgebildeter der Renaissance und ausgeprägter Kosmopolit des 16. Jahrhunderts, aus dessen Briefwechsel hervorgeht, dass er keine Scheu hatte, frei seine Meinung zu äußern. Dem Unverstand seiner bayerischen Dienstherren gegenüber wusste er seine geistige Überlegenheit geschickt einzusetzen. Er vereinte höchste kompositorische Meisterschaft mit enormer Schaffenskraft, wodurch es, durch ihn und Palestrina, zum letzten Höhepunkt der franko-flämischen Musik kam. Er zeigte eine schöpferische Universalität wie kein anderer und komponierte deutsche Lieder, französische Chansons im Parlando-Stil, liturgische Musik wie Messen, Magnificats und Hymnen ebenso wie Werke zur weltlichen Repräsentation. Zu den frühesten Kommentaren über die Charakteristiken seiner Musik gehört eine Aussage seines Biografen Samuel von Quickelberg zu seinen Bußpsalmen, in denen er das außerordentliche Vermögen Orlandos beschreibt, Texte illustrativ und affektvoll in Töne umzusetzen, womit er zu einer Ausdruckskraft gelangte, die in seiner Zeit unerreicht war. Ausgehend von dem imitativen Kontrapunkt der vorangegangenen Komponistengeneration verlässt er die strenge Durchimitation und komponiert einen auffallenden „Kontraststil“, in dem das musikalische Gewebe im Dienst des Textes von Abschnitt zu Abschnitt wechselt. Der Herausgeber Adrian Le Roy charakterisiert Orlandos musikalische Sprache sinngemäß als „bündig ohne viele Wiederholungen (im Gegensatz etwa zu Jacobus Clemens non Papa oder Nicolas Gombert), griffig formuliert und bis ins kleinste Detail ausgearbeitet, unter Weglassung von allem unnötigen Beiwerk“.
Die beispiellose Vielseitigkeit des Komponisten ist besonders an seinem überwältigenden Motettenschaffen sichtbar, über 500 ein- und mehrteiligen Werken für zwei bis zwölf Stimmen, gekrönt von der posthumen Ausgabe Magnum opus musicum von 1604 durch einen seiner Söhne. In dieser Werkgruppe fallen außer der großen Variabilität in Länge und Besetzung die starke textliche und stilistische Verschiedenheit auf. In den religiös geprägten Motetten besitzen die Psalmvertonungen das größte Gewicht; daneben dienten das Buch Hiob, die Sprüche und das Hohelied Salomos und aus dem Neuen Testament hauptsächlich die vier Evangelien als Grundlage. Ein großes Gewicht besitzen auch die weltlichen Motetten, wie Auftrags-, Huldigungs- und Staatsmotetten mit neolateinischen Versen, Hochzeitskompositionen, humoristischen Motetten und Trinklieder; daneben befinden sich auch didaktische Motetten zu zwei und drei Stimmen für die Söhne von Herzog Albrecht und Chöre für das Jesuitentheater, so die Serie von sechs Werken für das Drama „Christus Iudex“ des italienischen Jesuiten Stefano Tucci. In der Beherrschung der „Klangregie“ zeigt sich Orlando unübertroffen, wenn er bei seinen fünf- und sechsstimmigen Werken mit grenzenloser Fantasie, meist im Dienst des Textes, verschiedene Stimmgruppierungen aufeinander folgen lässt, wobei in den überwiegend syllabischen Passagen ab dem Nürnberger Motettenbuch von 1562 perfekt dosierte, textbestimmte Melismatik eingesetzt wird. Ebenso vielseitig und textbestimmt verfährt der Komponist mit Rhythmus und Synkopen sowie mit dem Einsatz von Zusammenklängen, wo er von Dissonanzen, Querständen und Alterationen einen ebenso lebhaften wie effizienten Gebrauch macht. Orlandos Motetten sind überwiegend frei komponiert, lassen aber dennoch eine gründliche Kenntnis der überlieferten Techniken wie Cantus firmus, Ostinato, Soggetto cavato und Kanon oder auch eine Kombination von mehreren dieser Techniken erkennen; solche Anregungen lassen sich auf Vorbilder wie Josquin Desprez, Adrian Willaert, Cipriano de Rore, Jacobus Clemens non Papa und Ludwig Senfl zurückführen. Schüler Lassos waren unter anderen Giovanni Gabrieli (in den Jahren 1575 bis 1579), Antonius Gosswin und Leonhard Lechner.
Im Mittelpunkt von Lassos liturgischem Schaffen stehen zwei Gattungen: das Mess-Ordinarium und das Magnificat. Es gibt von ihm 60 Messen mit gesicherter Autorschaft und 15 weitere, wo dies nicht gesichert ist. Die umfangreichste Ausgabe von Messen war die von Le Roy und Ballard 1577 mit 18 Werken; auffallend sind auch die posthumen Ausgaben Paris 1607 und München 1610, darüber hinaus auch eine erhebliche Zahl von etwa 20 handschriftlichen Messen, die nie gedruckt wurden. Der letzte historische Druck einer Messe war die kurze Missa Iager (Missa venatorum), die bei Christophe Ballard in Paris 1687 herauskam. Den absoluten Höhepunkt erlebte unter Orlando di Lasso die Parodiemesse sowohl hinsichtlich der Vorlagenvielfalt wie auch der Kompositionstechnik. Der Hauptanteil der Vorlagen geht auf eigene (15) und andere Motetten (Jachet de Mantua und Ludwig Daser) sowie auf Madrigale von ihm selbst und von anderen zurück (Cipriano de Rore, Jacobus Arcadelt, Sebastiano Festa, Adrian Willaert und Palestrina). Unter den Chansons als Vorlagen sind Claudin de Sermisy, Pierre Certon und Jacobus Clemens non Papa vertreten. Die enorme Mannigfaltigkeit von Lassos Messenschaffen reicht von kurzen, überwiegend homophonen Kompositionen bis zu ausgedehnten kontrapunktischen Zyklen. Seine immer wieder variierte Parodietechnik wechselt vom wörtlichen Zitat und begrenzter Bearbeitung bis zur weitgehenden Neuinterpretation der Vorlage, so dass seine Messen als ein wahres Kompendium der Parodietechnik in der 2. Hälfte des 16. Jahrhunderts gelten können. Er verstand es auf unnachahmliche Weise, einem Modell zu folgen und es gleichzeitig umzubilden. Sein enormes Schaffen von 102 Magnificat-Vertonungen und zwölf marianischen Litania Lauretana resultiert aus der Einführung der liturgischen Reformen (Usus romanus) am herzoglich bayerischen Hof seit etwa 1580. Orlandos Beitrag zu dieser Gattung gilt als einzigartig, nicht nur wegen des Umfangs, sondern auch weil er hier erstmals das Parodieprinzip systematisch auf die Komposition von Magnificats anwandte. „Die Verschiedenheit bei der Wahl der Modelle, namentlich Madrigale (Cipriano de Rore), Motetten (Josquin Desprez) und Chansons (Claudin de Sermisy) ist so überwältigend, dass seine Gruppe von Parodiemagnificats, ebenso wie seine Parodiemessen, einen idealen Querschnitt aller möglichen Stile des 16. Jahrhunderts bietet“.
Der Komponist spielte auch eine Vorreiterrolle in der Geschichte des Madrigals im ausgehenden 16. Jahrhundert, denn er hat als Erster in den Niederlanden Madrigale und Villanellen herausgegeben. Gerade die frühesten fünfstimmigen Ausgaben dieser Gattung (Venedig 1555 und Rom 1557) wurden schon ab 1586 von etlichen italienischen Verlegern wie Scotto, Barré, Gardano, Rampazetto und Merulo mehr als zehn Mal nachgedruckt. Später verringerte sich dieser Zuspruch und auch die Zahl solcher Werke Orlandos, bis er in seinen letzten Jahren diesen Typus wieder aufnahm und mit seinen Lagrime di San Pietro zur Krönung führte. Diese spätere Periode ab 1583 unterschied sich deutlich von der früheren, besonders in der Auswahl der Texte, zwar immer noch häufig auf Texte von Petrarca, aber mehr mit religiösem Einschlag, dann auch auf Texte von Gabriele Fiamma (1533–1585) und Luigi Tansillo (1510–1568), dem Textdichter der Lagrime. Das letztere siebenstimmige Werk ist ein monumentaler, auch modal zusammenhängender Zyklus in 21 Teilen, in dem die syllabische Deklamation vorherrscht und in dem melodische Linien, Rhythmus und Zusammenklang ebenfalls vom Text bestimmt sind, wobei auch melismatische Passagen vorkommen. So zeigen diese Stücke sehr illustrativ die synthetische Vorgehensweise des Komponisten, in denen der römische und der venezianische Madrigaltyp verschmolzen werden, darüber hinaus auch die unerschöpfliche Vielseitigkeit des Komponisten, mit einer unübertroffenen Ausdruckskraft wie in den Motetten und höchster Ökonomie sowie beispielhafter Knappheit in seinen Mitteln. Die späten Madrigale von Orlando di Lasso können als hoch brillante Synthese der „klassischen Errungenschaften“ ihrer Gattung gelten, die keinen Hang zur Extravaganz oder zur Verunklarung geltender Regeln zeigen.
Orlando di Lasso war auch der am höchsten geachtete Komponist französischer Chansons seiner Zeit, vor allem natürlich in Frankreich und in den Niederlanden, wo auch die meisten Ausgaben erschienen sind. Die beeindruckende Zahl an Nachdrucken bis 1619 belegt die besondere und dauerhafte Nachfrage nach den Chansons des Komponisten sowie seine besondere Popularität bei den Instrumentalisten, wie sie hauptsächlich aus der Zahl der Lautentabulaturen hervorgeht, aber auch bei den Hugenotten in Frankreich und England, wo viele Kontrafakturen der Chansons entstanden. Die Verschiedenheit der ausgewählten Texte korrespondiert mit der für Lasso typischen Verschiedenheit der musikalischen Stile, wobei sich drei Tendenzen unterscheiden lassen: die niederländische Tradition des imitativen Kontrapunkts nach Nicolas Gombert und Clemens non Papa, die deklamatorische Rhythmik nach Clément Janequin und Claudin de Sermisy und den am Madrigal orientierten Stil von Cipriano de Rore. Als besonders herausragend gelten hier die Stücke des madrigalistischen Chansons und als besonders ungewöhnlich die vier achtstimmigen, doppelchörigen Chansons in Dialogform. Insgesamt wird deutlich, dass Orlando di Lasso auf dem Gebiet des französischen Chansons der am stärksten international orientierte Komponist war.
Eine mehr regionale Gattung stellen die deutschen Lieder Orlandos dar, mit denen er an die Tradition von Ludwig Senfl anknüpfte. Im Unterschied zur bisherigen Form machte er hier zunächst die Fünfstimmigkeit zur beherrschenden Norm, pflegte aber später auch die vierstimmige Form und zeigt auch hier seine legendäre Vielseitigkeit in Textauswahl und Besetzung. Wie bei den Madrigalen und Chansons zeigt sich bei seinen späteren deutschen Liedern eine Tendenz zu religiösen Themen, darunter das monumentale zwölfteilige „Die gnad kombt oben her“. In diese Gruppe gehören auch die ersten 50 Psalmen, die abwechselnd von Orlando und seinem Sohn Rudolph komponiert wurden. Zahlreiche Texte entnahm der Komponist von Ludwig Senfl und der Anthologie von Georg Forster, aber keine polyphonen Modelle. Im Unterschied zu den früheren deutschen Liedern waren das keine Tenorlieder, sondern lehnten sich mehr an die französische Chanson an, gelegentlich auch an das Madrigal oder die Villanella; nur in einigen Liedern ist die herkömmliche Tradition des Cantus-firmus-Lieds deutlich sichtbar. Dagegen befindet sich in den geistlichen Liedern die Hauptmelodie durchgängig im Tenor, und die anderen Stimmen begleiten sie imitativ-paraphrasierend; dies kann als merklicher Beitrag Orlandos zur deutschen Choralmotette angesehen werden. Er kannte auch die Villanellen von Jakob Regnart und übernahm von ihm einen Refrain in sein Werk Die gnad kombt oben her. Der große Erfolg des deutschen Liedschaffens von Orlando di Lasso ergibt sich auch aus den zahlreichen Nachdrucken dieser Stücke von Adam Berg in München und Katharina Gerlach in Nürnberg, zu seinen Lebzeiten und danach.

## Film
2024 veröffentlichte der belgische Regisseur Joachim Thôme den Dokumentarfilm Orlando. Die Musik wurde eingespielt von der Gruppe Compagnie La Tempête. Eine internationale Gruppe führender Wissenschaftlerinnen und Wissenschaftler gibt in Interviews zu Lassos Leben und seiner Bedeutung Auskunft. Der Film wurde mehrfach in Belgien, außerdem in Deutschland und den USA gezeigt.

## Werke (summarisch)
Gesamtausgaben:
Orlando di Lasso, Sämmtliche Werke, 21 Bände, hrsg. von Franz Xaver Haberl / Adolf Sandberger, Leipzig [1894–1926], Nachdruck New York 1973; zweite, nach den Quellen revidierte Auflage, Wiesbaden u. a. 1968–2022. Bände 1, 3, 5, 7, 9, 11, 13, 15, 17, 19 und 21 (Motetten), hrsg. von Bernhold Schmid; Bände 2, 4 und 6 (Madrigale), hrsg. von Horst Leuchtmann; Band 8 (Madrigale), hrsg. von Christian Berktold; Band 10 (Madrigale und andere Sätze mit italienischem Text), hrsg. von Marie-Louise Göllner und Mariacarla De Giorgi; Bände 12, 14 und 16 (Chansons), hrsg. von Horst Leuchtmann; Bände 18 und 20 (Deutsche Lieder), hrsg. von Horst Leuchtmann.
Orlando di Lasso, Sämtliche Werke Neue Reihe, 26 Bände, Kassel u. a. 1956–1995, hrsg. von Peter Bergquist, Wolfgang Boetticher, James Erb, Kurt von Fischer, Marie-Louise Göllner, Fritz Jensch, Horst Leuchtmann und Reinhold Schlötterer. Die Reihe enthält alles das, was in den Sämtlichen Werken fehlt, also die Messen, Magnificat, Passionen, Hymnen, Zyklen wie die Prophetiae Sibyllarum, die Bußpsalmen, die Lagrime di San Pietro, die Lamentationen, Lektionen sowie kleinere Kirchenwerke.
- Geistliche Werke
  - 60 Messen mit gesicherter Autorschaft und 15 weitere
  - über 500 Motetten
  - 102 Magnificat-Sätze
  - 23 marianische Antiphonen
  - 4 Passionen nach je einem Evangelisten
  - Musik zur Liturgie der Karwoche, darunter Lamentationes Ieremiae
  - Lagrime di San Pietro
  - 32 lateinische Hymnen
  - 6 Nunc-dimittis-Vertonungen
  - Sacrae lectiones ex Propheta Job
  - Responsorien
  - Falsibordoni
  - geistliche Madrigale
- Weltliche Werke
  - etwa 110 Madrigale und verwandte Gattungen wie Moreschen, Todesche, Villanellen und Canzonetten
  - 146 französische Chansons
  - etwa 90 deutsche Lieder
  - Prophetiae Sibyllarum (Weissagungen der zwölf Seherinnen), Musica reservata für Herzog Albrecht V.

Viele Werke sind auch in Tabulaturen überliefert; zahlreiche Kompositionen erschienen ferner als geistliche Kontrafakturen in den Sammlungen mit Hugenottenmusik, vor allem bei Simon Goulard. Die Überlieferung der Werke Orlando di Lassos umfasst für die Zeit von 1555 bis 1629 mehr als 120 verschiedene Individualdrucke (teilweise in mehreren Auflagen und Nachdrucken), auch in vielen Sammeldrucken und Handschriften.

## Werkverzeichnis
- Horst Leuchtmann, Bernhold Schmid (Hrsg.): Orlando di Lasso. Seine Werke in zeitgenössischen Drucken 1555–1687. 3 Bände. Band 1: Katalog 1555–1577. Band 2: Katalog 1578–1587. Band 3: Register. Bärenreiter-Verlag, Kassel u. a. 2001 = Lasso-Verzeichnis
- Tobias Apelt, Daniela von Aretin und Adelheid Schellmann unter Mitarbeit von Alexander Heinzel und Bernhold Schmid: Orlando di Lasso. Seine Werke in handschriftlicher Überlieferung.[6]